# Groupe Casino

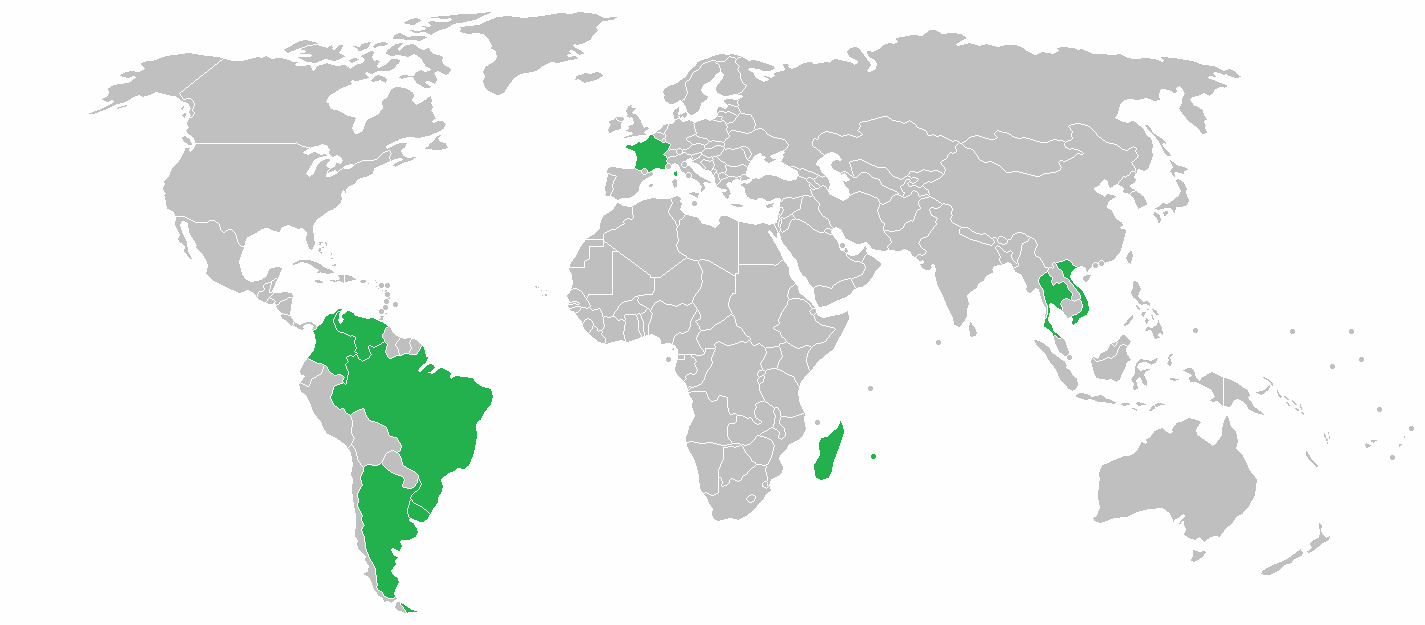
Presenza di Casino nel mondo

Il Groupe Casino (indicata spesso anche come Casino Guichard-Perrachon) è un gruppo francese multinazionale di aziende attive nel settore della grande distribuzione organizzata. Complessivamente tramite i propri marchi il Groupe Casino possiede oltre 12.000 punti vendita

## Catene controllate
Francia
- Casino Supermarchés
- Monoprix
- Franprix
- Superettes
- Petit Casino
- Casino Shop
- Casino Shopping
- Spar
- Vival
- Discount formats:
- Leader Price
- Hypermarkets
- Hyper Géant Casino
- Online stores
- Cdiscount
- Property management
- Mercialys
- Other businesses
- Casino Restauration: Casino Cafétéria, Les Comptoirs Casino, Villa Plancha and À La Bonne Heure
- Banque Casino
- Casino Vacances

Nel mondo
- Brasile: Grupo Pão de Açúcar – Extra Hipermercados – Pão de Açúcar – Extra Fácil – Assaí – Ponto Frio - Nova Casas Bahia
- Colombia: Groupe Éxito – Carulla – Surtimax
- Argentina: Libertad - Mini Libertad
- Uruguay: Devoto – Disco
- Thailandia, Vietnam e Laos: Big C
- Oceano Indiano: Jumbo – Score – Spar - Vival